# Ђавољи отисци
Ђавољи отисци (енгл. Devil's Footprints) је име дато феномену који се десио у фебруару 1855. године у Источном и Јужном Девону у Енглеској. После обилног снега, појавили су се чудни отисци стопала који подсећају на копита. Отисци су се појавили на многим местима и било их је јако пуно. Локални становници су тврдили како су то отисци демона Сатане. Постоје многе теорије о томе шта је могло направити ове отиске, но у питање је доведена и истинитост овог догађаја.

## Инцидент
У ноћи између 8. и 9. фебруара, после обилног снега, у снегу су се појавили низ трагова налик на копита. Ови отисци који су већином били дугачки око 4 инча, појавили су се на више од 30 локација у Источном и Јужном Девону. Занимљиво је да су се отисци појавили на многим чудним местима. Неки су људи пријавили да су отиске пронашли на крововима својих кућа. Најчудније је то што су се отисци појавили на зидовима који су стајали на путу отисцима (то би значило да је оно што је оставило трагове прешло преко зида ходајући).

## Теорије
Постоје многа објашњења за овај инцидент. Траг стопала је дугачак готово сто миља, тако да многи истраживачи тврде како човек није могао у једном дану направити све те отиске. Ипак, многи људи су другачије описали отиске, тако да постоји могућност како нису сви отисци једнаки.
Истраживачи тврде како су неки отисци преваре, а како су неке од њих направили обични четвероношци попут магарца или понија. Међутим, неке од отисака нико не може објаснити.